# Miroslav Kopal
Miroslav Kopal (?, 1931. január 12. – Prága, 1999. november 18.) cseh nemzetközi labdarúgó-játékvezető.

## Pályafutása

### Nemzeti kupamérkőzések
Vezetett Kupa-döntők száma: 4.

#### Cseh Kupa
1971-1972, 1972-1973 kupakiírásban mindkét mérkőzést (oda-vissza) vezethette.

### Nemzetközi játékvezetés
A Csehszlovák labdarúgó-szövetség Játékvezető Bizottsága (JB) terjesztette fel nemzetközi játékvezetőnek, a Nemzetközi Labdarúgó-szövetség (FIFA) 1974-től tartotta nyilván bírói keretében. Több nemzetek közötti válogatott és klubmérkőzést vezetett, vagy működő társának partbíróként segített. A csehszlovák nemzetközi játékvezetők rangsorában, a világbajnokság-Európa-bajnokság sorrendjében többedmagával a 24. helyet foglalja el 1 találkozó szolgálatával. Az aktív nemzetközi játékvezetéstől 1976-ban búcsúzott. Válogatott mérkőzéseinek száma: 2.

## Statisztika

### Nemzetközi válogatott mérkőzései
| #  | Dátum             | Helyszín             | Hazai         | Eredmény | Vendég       | Kiírás       | Gólok | Esemény |
| -- | ----------------- | -------------------- | ------------- | -------- | ------------ | ------------ | ----- | ------- |
| 1. | 1975. október 8.  | Łódź                 | Lengyelország | 4 – 2    | Magyarország | barátságos   | -     |         |
| 2. | 1975. október 15. | Bécs, Práter-stadion | Ausztria      | 6 – 2    | Luxemburg    | Eb-selejtező | -     |         |
|    | Összesen          |                      |               | 2        | mérkőzés     |              |       |         |